# Aurdalsfjorden (Sør-Aurdal)
For indsøen i Nord-Aurdal med samme navn, se Aurdalsfjorden (Nord-Aurdal).
Aurdalsfjorden er den nederste sø i en række vande i Vassfaret på grænsen mellem Sør-Aurdal kommune i Innlandet fylke og Flå kommune i Viken fylke. Søen ligger centralt i Vassfaret og Vidalen landskabsværnområde.

## Referanser
1. ↑  Vassfaret og Vidalen i Miljødirektoratets nettsted Naturbase

60°32′01″N 9°33′50″Ø / 60.5336°N 9.5639°Ø